# Delphyre infraalba
Delphyre infraalba är en fjärilsart som beskrevs av Rothschild 1912. Delphyre infraalba ingår i släktet Delphyre och familjen björnspinnare. Inga underarter finns listade i Catalogue of Life.